# Frank Christian Marx
Frank Christian Marx (ur. 1978 r. w Trewirze) – niemiecki aktor, scenarzysta i producent filmowy i telewizyjny.

## Kariera
Urodził się w Trewirze, gdzie w 1998 roku zdobywał swoje pierwsze doświadczenie z teatrem klubu młodzieżowego Theater Trier. Po występie w musicalu Czarny jeźdźca, studiował w Schauspielschule w Stuttgarcie (w latach 2000–2004) i zagrał w kilku spektaklach na scenie Württembergische Landesbühne Esslingen w Stuttgarcie. W 2008 r. uczęszczał na lekcje wokalne pod kierunkiem Perrina Manzera Allena. W 2009 r. brał udział w seminarium prowadzonym przez Detlefa Rönfeldta w Institut für Schauspiel, Film und Fernsehberufe (ISFF) w Berlinie, gdzie wystąpił w sztuce Przełożona Najwyższego (Aufs Äusserste) w Saalbau Neukölln.
Po drobnych rolach w filmach krótkometrażowych, zagrał swoją pierwszą główną rolę Toma w niezależnym dramacie krótkometrażowym Ktoś został zamordowany (Somebody Got Murdered, 2008) niemieckiego reżysera Tor Iben. Film zdobył nagrodę dla najlepszego filmu na festiwalu w CinegailesAST w Gijón. Wystąpił w niewielkiej roli w jednym z odcinków serialu RTL Kobra – oddział specjalny (Alarm für Cobra 11, 2009), telefilmie WDR Pani Boehm mówi nie (Frau Böhm sagt Nein, 2009) obok Senty Berger oraz sequelu Don 2 – The king is back (Don 2) obok Shaha Rukha Khana.
W 2011 roku założył własną firmę produkcyjną Ente Kross Film. Pierwszym projektem był film Mężczyźni do całowania (2012), w którym zarówno zagrał jedną z głównych ról, jak i współpracował przy scenariuszu. Jego kracja Ernsta Knuddelmana zdobyła nagrodę na festiwalu FilmOut w San Diego, sam film otrzymał na tymże festiwalu nagrodę w kategorii najlepsza komedia oraz okazał się najlepszym filmem na Honolulu Rainbow Film Festival. W połowie 2013 roku zrealizował swój pierwszy krótkometrażowy film polityczny Das Phallometer, który miał premierę na Hof International Film Festival.

## Wybrana filmografia

### Filmy fabularne
- 2005: Pies, dwie walizki i wielka miłość (Ein Hund, zwei Koffer und die ganz große Liebe) jako Konditoreibote
- 2011: Don 2 – The king is back (Don 2) jako zakładnik
- 2012: Mężczyźni do całowania (Männer zum Knutschen) jako Ernst Knuddelman

### Seriale TV
- 2001: Komisarz Rex (Kommissar Rex) jako Georg Hoffmann
- 2009: Kobra – oddział specjalny (Alarm für Cobra 11) – odc. „Cyberstorm” jako Vasal Schwarzer
- 2014: SOKO 5113 jako dr Sven Sievenich